# Hyam
Pour les articles homonymes, voir jab.
Le hyam ou jabba est une langue du plateau nigérian de la branche centrale, parlée au Nigeria.

## Écriture
La Bible en hyam, Mbyeny Jok Nom di ho Hyam Ham ma̱, a été traduite et publié en 2017 par Nigeria Bible Translation Trust et Wycliffe Bible Translators.